# Bešlije
Bešlije (tur. Beşli), naziv za poseban navalni odred osmanske lake konjice, slični husarima. Za vrijeme mira bili su raspoređeni u vojnim posadama. Njihovi zapovjednici nosili su titulu aga. U Bosni i Hercegovini bešlije su kao rod vojske uveden u prvoj polovici 16. stoljeća. Najprije kao graničari, u sastavu serhad-kula, a kasnije po tvrđavama i palankama,u sastavu jerli-kula.